# Phare de Sejerø
Le phare de Sejerø (en danois : Sejerø Fyr) est un phare au Danemark, situé à l’extrémité nord-ouest de Sejerø, une île de 13 km² située sur le côté ouest de la Zélande entre Sjællands Odde et Røsnæs. La pointe, appelée Gniben,, est une colline morainique de 15 m de haut,. C’est pourquoi certains l’appellent phare de Gniben,. Le phare se dresse à seulement deux mètres du bord de la pente,.

## Conception
Le phare a été conçu par Niels Sigfred Nebelong et construit en 1852,,,,,. C’est une tour en briques de 19 m de haut, de section ronde et peinte en jaune,,,,. En additionnant la hauteur de la colline et celle de la tour, le foyer est à 31 m de hauteur,,,,,, par rapport au niveau de la mer.
De 1852 à 1903, le phare était équipé d’un appareil à miroir rotatif composé de neuf miroirs paraboliques et de neuf lampes à huile disposés en trois groupes. La lanterne tournait pendant six minutes. Ainsi, il y avait un clignotement toutes les deux minutes. En 1903, l’appareil à miroir a été remplacé par un appareil à lentille rotative de 2e ordre, équipé d’un brûleur à incandescence au kérosène composé d’un brûleur à incandescence et de six lentilles disposées en deux groupes. L’appareil tourne pendant une révolution de 30 secondes, de sorte qu’il y a trois éclairs de lumière toutes les quinze secondes. Le phare de Sejerø fut, avec celui de Sprogø, le dernier phare à miroirs rotatifs. En 1956, la lanterne a été électrifiée et l’appareil à lentille rotative a été remplacé par une lentille à tambour fixe avec une lampe de 1000 W et en remplacement une lampe à gaz AGA. En 2003, la source lumineuse a été remplacée par une lampe halogène de 600 W, avec une batterie d'accumulateurs comme alimentation de secours. Le signal est maintenant de deux clignotements toutes les quinze secondes,. Le signal caractéristique du phare est Fl. W. 15s,. La lumière du phare est visible à 12 milles marins (20 km) par temps clair,,. Le phare de Sejerø a été allumé pour la première fois le 2 septembre 1852,,, pour guider les marins sur les dangers du Hatter Rev.
Le phare de Sejerø, comme beaucoup d’autres phares danois, a servi de station de signalisation pendant les hivers glacials. Une poste de signalisation a été construit en 1893 spécialement à cet effet. Les anciens logements officiels du phare ont été vendus et sont maintenant des logements privés,,.
Le roi Christian X et la reine Alexandrine ont visité le phare le 2 juillet 1929. 54 ans plus tard, le 10 juillet 1983, la reine Margrethe II a visité le phare avec le prince Henrik et leurs 2 fils, le prince héritier Frederik et le prince Joachim.

## Tourisme, sports et loisirs
Le phare de Sejerø est une destination touristique populaire, l’une des principales destinations touristiques de Sejerø. En été, l’île offre plusieurs belles plages, et la vue depuis le pied de la tour est magnifique. Du phare, on peut voir Samsø, Sjællands Odde et le Jutland. De là, on peut admirer les plus beaux couchers de soleil partout tout au long de l’été.
Il y a un parking au phare, et aussi un stand d’information avec des informations historiques et une carte des eaux environnantes,,. Le phare n’est normalement pas ouvert aux visiteurs, mais il est possible de contacter le gardien de phare pour une visite sur rendez-vous,,. Son numéro se trouve sur la porte du phare.
Au phare, il est possible de nager et de pêcher. À l’instar d’un récif, la pointe subit souvent un courant plus important, car les eaux sont ici brassées. Cela permet une grande circulation de l’eau, et c’est donc un bon spot pour la pêche à la truite de mer. L’eau entourant la pointe peut être très profonde, ce qui signifie que la pêche à d’autres espèces devient une option, en particulier pendant les mois chauds, lorsque la température de l’eau est élevée. Bien sûr, il faut avoir un permis de pêche national valide pour pêcher ici.